# دی‌اف‌آی
دی‌اف‌آی (انگلیسی: DFI) شرکت رایانه‌ای تایوانی است، که در سال ۱۹۸۱ تأسیس شد.